# Мекоа, Делин
Делин Куадо Мекоа (англ. Deolin Quade Mekoa; родился 16 октября 1996, Какамас, ЮАР) — африканский футболист, полузащитник клуба «Марицбург Юнайтед» и сборной ЮАР. Участник Олимпийских игр 2016 года в Рио-де-Жанейро.

## Клубная карьера
Мекоа начал карьеру в клубе «Марицбург Юнайтед». 8 августа 2014 года в матче против «Мамелоди Сандаунз» он дебютировал в составе последнего в чемпионате ЮАР. 15 марта 2015 года в поединке против «Платинум Старс» Делин забил свой первый гол за «Марицбург Юнайтед».

## Международная карьера
18 июня 2016 года в товарищеском матче против сборной Лесото Мекоа дебютировал за сборную ЮАР.
В 2016 году Далеин в составе олимпийской сборной ЮАР принял участие в Олимпийских играх в Рио-де-Жанейро. На турнире он сыграл в матчах против команд Бразилии, Дании и Ирака.